# Inspektor Regan (film, 2012)
Inspektor Regan (v anglickém originále The Sweeney) je britský akční kriminální film z roku 2012, volně navazující na stejnojmenný televizní seriál ze 70. let 20. století. Jde o snímek režiséra Nicka Lovea, autora syrových dramat jako Hooligans, Psanec či Chuligán. Scénář napsal společně s Johnem Hodgem na základě postav vytvořených Ianem Kennedym Martinem. Ray Winstone představuje nerudného Jacka Regana, šéfa přepadového oddílu londýnské policie se svéráznými metodami.
Film měl premiéru 12. září 2012. Českou televizí byl uveden 16. května 2015 na programu ČT2.

## Postavy a obsazení
Hlavní postavy a jejich herecké obsazení v řazení dle závěrečných titulků:
| Ray Winstone      | Jack Regan, detektiv inspektor přepadového oddílu londýnské policie              |
| Ben Drew          | George Carter, detektiv strážmistr, Reganův chráněnec v týmu                     |
| Hayley Atwellová  | Nancy Lewisová, detektiv strážmistryně, manželka Ivana Lewise a Reganova milenka |
| Steven Mackintosh | Ivan Lewis, detektiv šéfinspektor z oddělení pro vnitřní záležitosti             |
| Paul Anderson     | Francis Allen, podezřelý zločinec                                                |
| Alan Ford         | Harry, Reganův informátor                                                        |
| Damian Lewis      | Frank Haskins, detektiv šéfinspektor, Reganův nadřízený                          |
| Caroline Chikezie | Kara Clarkeová, detektiv strážmistryně, členka týmu                              |
| Allen Leech       | Simon Ellis, detektiv strážmistr, člen týmu                                      |
| Ronnie Fox        | Johnny Wextru, člen týmu                                                         |
| Michael Wildman   | Evelyn Simmonds, člen týmu                                                       |
| Steven Waddington | Nathan Miller, detektiv strážmistr, nováček v týmu                               |
| Kevin Michaels    | Makin Trebolt, podezřelý zločinec                                                |
| Kara Tointonová   | Megan Barretová                                                                  |
| Tayo Walker-Allen | Neil                                                                             |

## Související díla
- Inspektor Regan (TV seriál)
- Inspektor Regan (TV film)
- Inspektor Sweeney / Sweeney! (1977)
- Urvi co můžeš / Sweeney 2 (1978)